# Xanthorhoe chalcedonaria
Xanthorhoe chalcedonaria är en fjärilsart som beskrevs av Herrich-Schäffer 1841. Xanthorhoe chalcedonaria ingår i släktet Xanthorhoe och familjen mätare. Inga underarter finns listade i Catalogue of Life.